# Stegastes imbricatus
Stegastes imbricatus är en saltvattenlevande art i familjen frökenfiskar som beskrevs av Leonard Jenyns 1840. Holotypen infångades vid Quail Island, strax utanför Kap Verdes huvudstad Praia. Inga underarter finns listade i Catalogue of Life. Arten förekommer vid öar och kustnära vatten i östra Atlanten mellan Senegal och Angola, och vuxna exemplar lever i områden med klippor och sten, snarare än sandbottnar.
Artnamnet Stegastes imbricatus är dessutom en ogiltig synonym för frökenfisken Abudefduf luridus, med vilken den inte ska förväxlas.

## Fortplantning
Strax innan och under leken bildar honan och hanen par, men arten är inte parbildande under andra perioder. Fortplantningen är ovipar och honan lägger således rom, som befruktas av hanen genom yttre befruktning. Äggen läggs nära botten och vidhäftar vid underlaget. Därefter tar hanen ensam över ansvaret för vården, och vaktar både ägg och yngel. Innan kläckningen använder han sina bröstfenor för att fläkta friskt, syrerikt vatten över rommen, vilket minskar risken att äggen angrips av svampangrepp eller bakterier, ökar chansen att ynglen ska utvecklas bra.